# Saila Susiluoto

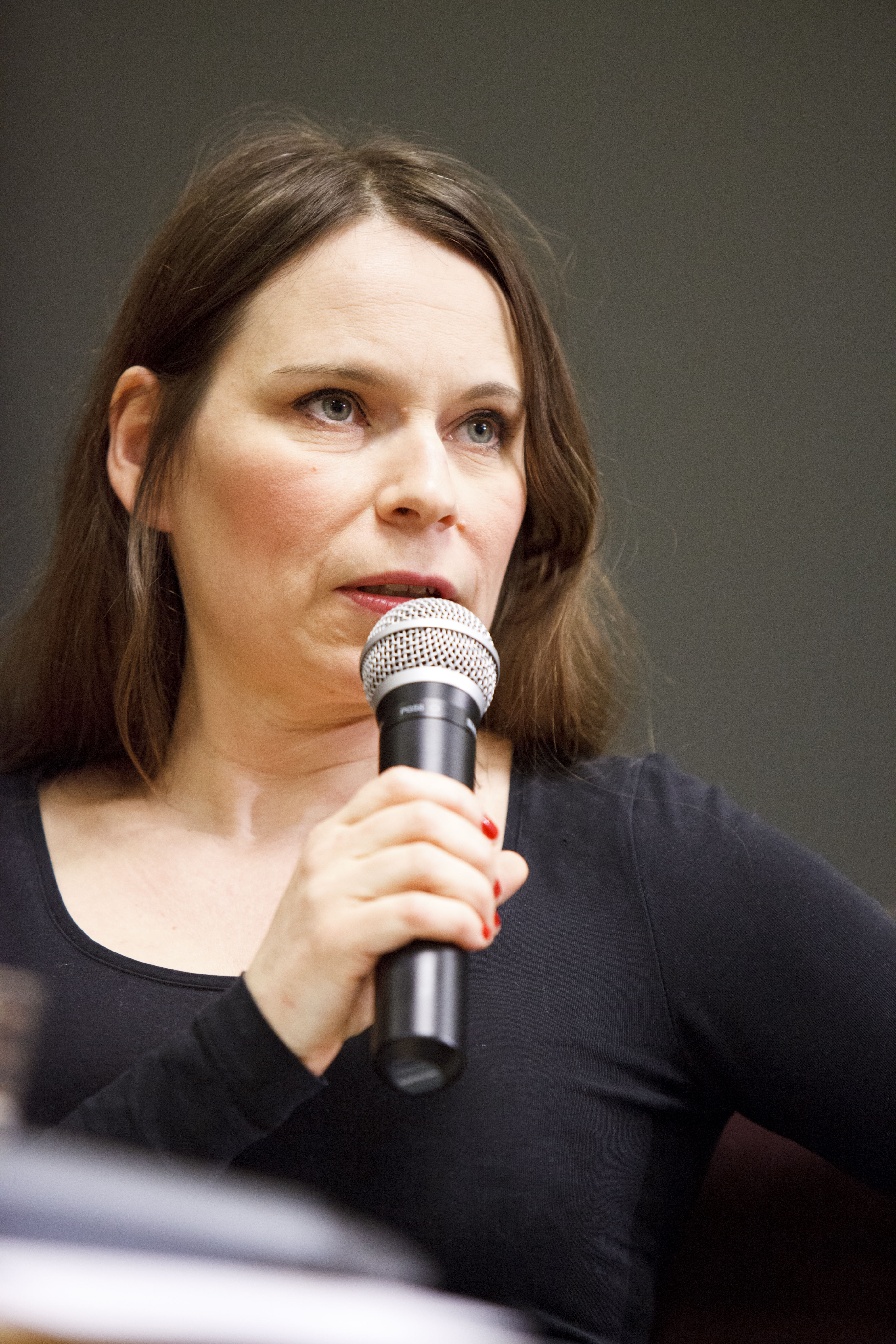
Saila Susiluoto, 2012.

Saila Susiluoto, född 11 maj 1971 i Helsingfors, är en finländsk poet.
Susiluoto har studerat vid Orivesi folkhögskola, Kriittinen korkeakoulu i Helsingfors och Helsingfors universitet. Hennes första diktsamling, Siivekkäät ja hännäkkäät, publicerades 2001 och belönades med Kalevi Jäntti-priset. Samlingen Carmen nominerades till Nordiska rådets litteraturpris 2012. År 2016 tilldelades hon ett femårigt konstnärsprofessorsstipendium.
Susiluoto är dotter till konstnären Ahti Susiluoto och är sedan 2012 gift med författaren Markku Pääskynen.

## Verk
- Susiluoto, Saila (2001). Siivekkäät ja hännäkkäät: proosarunoja. Helsingfors: Tammi. Libris 8254557. ISBN 951-1-17835-0
- Susiluoto, Saila (2003). Huoneiden kirja: proosarunoja. Runoja tunteville. Helsingfors: Otava. Libris 9153078. ISBN 951-1-18838-0
- Susiluoto, Saila (2005). Auringonkierto: proosarunoja. Runoja tunteville. Helsingfors: Otava. Libris 9899943. ISBN 951-1-20170-0
- Susiluoto, Saila (2007). Missä leikki loppuu. Helsingfors: Otava. ISBN 9789511221326
- Susiluoto, Saila (2010). Carmen: runoja. Helsingfors: Otava. ISBN 978-951-1-24522-3
- Susiluoto, Saila (2012). Dogma. Helsingfors: Otava. ISBN 9789511262725

## Priser och utmärkelser
- 2001 – Kalevi Jäntti-priset, för Siivekkäät ja hännäkkäät[5]
- 2005 – Finlandspriset[6]
- 2011 – Einari Vuorela-priset, för Carmen[7]